# Agata Passent
Agata Maria Passent (sinh ngày 4 tháng 2 năm 1973 tại Warszawa) là nhà báo và nhà văn Ba Lan.

## Tiểu sử
Bà sinh ra ở Warszawa  trong một gia đình gốc Do Thái, là con gái của nhà báo Daniel Passent và nhà thơ Agnieszka Osiecka. Ông bà nội đều là nạn nhân của Holocaust ở Khu Do thái Warszawa. Ông ngoại là nghệ sĩ dương cầm  Wiktor Osiecki và bà ngoại là Maria Sztechman. Năm 1979, gia đình Agata Passent chuyển đến Cambridge, Warszawa và sau đó di cư sang Mỹ và định cư ở thành phố Newton. Bà theo học trường Buckingham Browne &amp; Nichols.  Năm 1995, Agata Passent tốt nghiệp chuyên ngành Nghiên cứu Đức tại Đại học Harvard  và trở về Ba Lan.
Năm 1996, Passent cho ra tác phẩm đầu tay mang tên Twój Styl (Tạm dịch: Phong cách của bạn). Một năm sau, bà thành lập Quỹ Okularnicy, với mục đích là bảo vệ và phổ biến các tác phẩm của mẹ mình, Agnieszka Osiecka. Từ năm 2005 đến năm 2006, Passent hợp tác Radio PiN và sau năm 2006 bà viết báo cho tạp chí Twoje Dziecko.
Agata Passent với đạo diễn phim Wojciech Wieteska, vầ có một cậu con trai tên là Jakub. Sau đó năm 2013 bà kết  hôn với nhà văn Wojciech Kuczok nhưng họ ly hôn năm 2014. Passent là một thành viên của Cộng đồng Do Thái ở Warszawa, nhưng bà xác nhận là một người vô thần.

## Sách
- Stacja Warszawa (Ga Warszawa), 2007.
- Jest fantastycznie (Thật tuyệt vời), 2004.
- Miastówka, 2002.
- Olbiński i opera (Olbiński và vở opera), 2003.
- Pałac wiecznie żywy (Cung điện muôn năm), 2004.
- Kto to Pani zrobił?, 2014.